# Dixie D'Amelio
Dixie Jane D'Amelio, född 12 augusti 2001 i Norwalk i Connecticut, är en amerikansk sångare och influerare från sociala medier.
D'Amelios karriär började efter att hennes syster Charli D'Amelio blev populär på TikTok.
I januari 2020 undertecknade D'Amelio med United Talent Agency.
På Instagram har hon 22,1 miljoner följare och på sitt Tiktokkonto har hon 46,3 miljoner följare. Den 1 juli 2020 släpptes hennes låt "Be Happy" som i december månad nådde totalt 60 miljoner lyssningar på Spotify.
Forbes publicerade en rapport i augusti 2020 som avslöjade att D'Amelio tjänade 2,9 miljoner dollar under det senaste året till och med juni från hennes många sponsoravtal och merchandise, vilket gör henne till den tredje mest inkomstbringande Tiktok-personligheten.
D'Amelios närmaste familj inkluderar hennes far, Marc D'Amelio; hennes mor Heidi D'Amelio; och hennes syster Charli D'Amelio.